# Cot Payajako
Cot Payajako är en kulle i Indonesien.   Den ligger i provinsen Aceh, i den västra delen av landet, 1 800 km nordväst om huvudstaden Jakarta. Toppen på Cot Payajako är 207 meter över havet.
Terrängen runt Cot Payajako är kuperad österut, men västerut är den platt.Runt Cot Payajako är det ganska tätbefolkat, med 80 invånare per kvadratkilometer. Omgivningarna runt Cot Payajako är en mosaik av jordbruksmark och naturlig växtlighet.